# Pédale (vélo)
Pour les articles homonymes, voir Pédale.

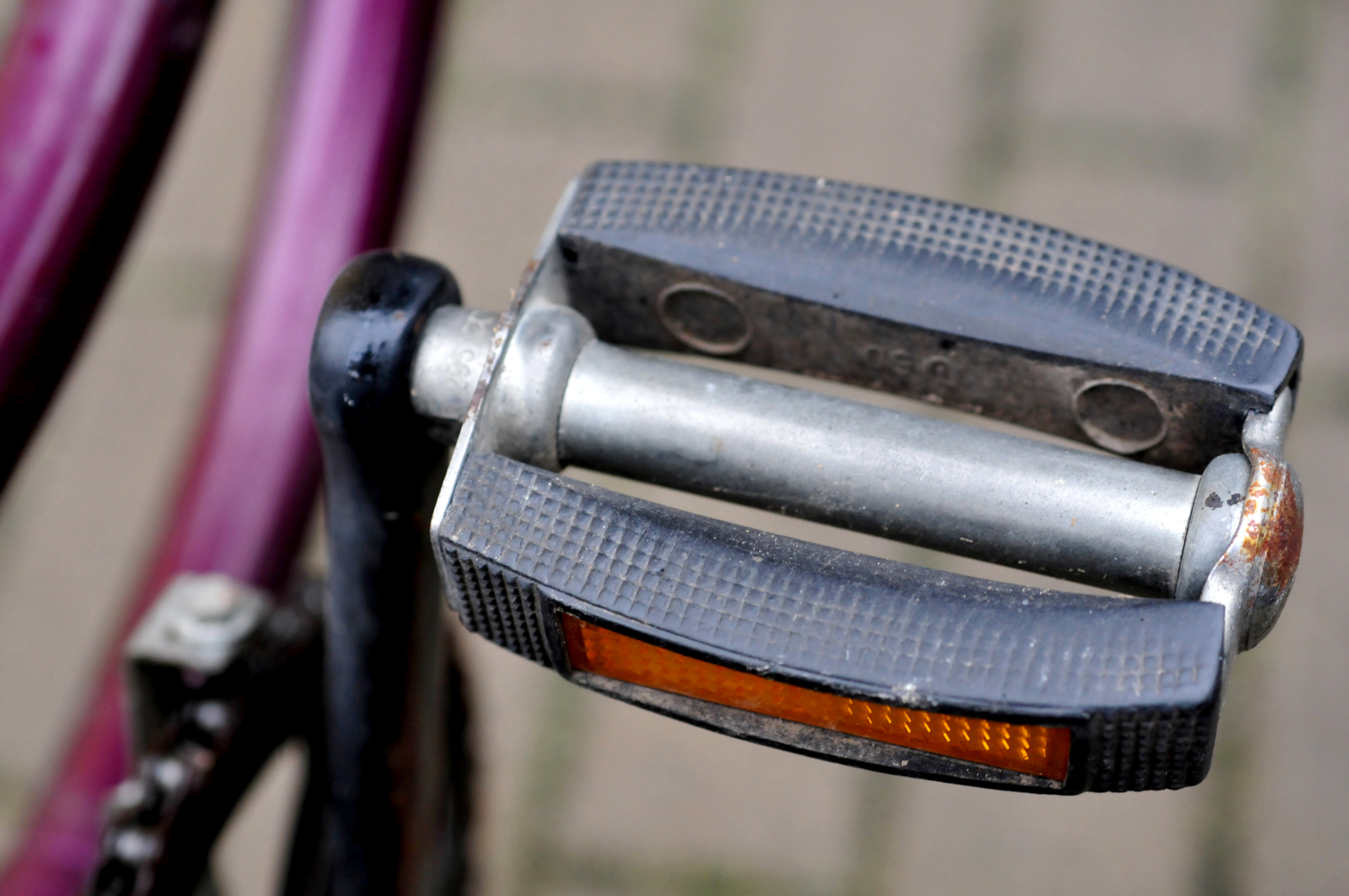
Pédale classique

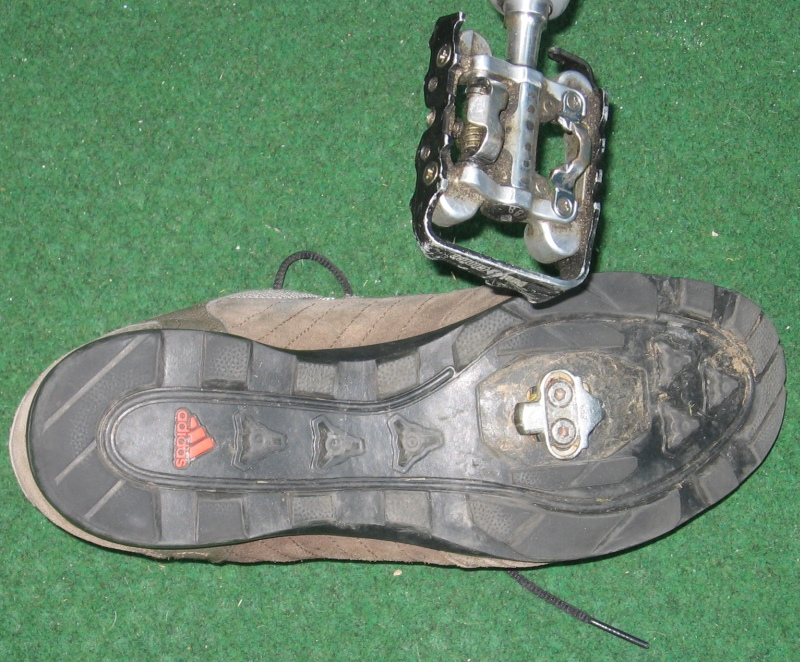
Pédale et chaussure avec cale SPD

Une bicyclette ou un vélo classique possède deux pédales sur lesquelles reposent les pieds du cycliste et sur lesquelles est exercée la force musculaire ; les tandems sont munis d'autant de paires de pédales que d'utilisateurs. Cette force musculaire est transmise par l'intermédiaire des pédales et de la transmission aux roues du vélo.

## Technique
Une pédale est montée sur une manivelle qui transmet l'effort à un plateau avec un effet de levier. L'ensemble forme un pédalier. La grande roue dentée solidaire du plateau entraîne une chaîne, qui, elle-même entraîne un pignon fixé sur la roue arrière.
Les pédales de la bicyclette sont en rotation libre autour d'un axe et permettent à la force du cycliste de s'exercer alternativement sur l'une ou l'autre des deux pédales. Quand le pied descend, la force musculaire est transmise à la pédale correspondante. Quand le pied remonte, en l'absence d'un système de fixation sur la pédale (cale-pied à lanière serrée, ou cale mécanique), la force musculaire n'est plus transmise à la mécanique. Sur les cycles qui sont munis de cale-pieds, cette phase de remontée de la jambe est aussi exploitée pour transmettre une force musculaire (en tirant sur la pédale).
La pédale automatique est constituée d'un ensemble de pédale et de cale compatibles. Lorsque le cycliste pose son pied sur la pédale, la cale s'emboîte automatiquement avec un clic. La tension de cette fixation se règle par un boulon situé derrière ou sous la pédale.
L'axe de chaque pédale est vissé sur le bras du pédalier. Le sens de vissage de l'axe de la pédale de droite est le sens classique (sens des aiguilles d'une montre), en revanche, pour que la pédale de gauche ne se dévisse pas sous l'effet de la précession, le pas de vis de son axe est inversé (sens de vissage inverse des aiguilles d'une montre).

## Historique

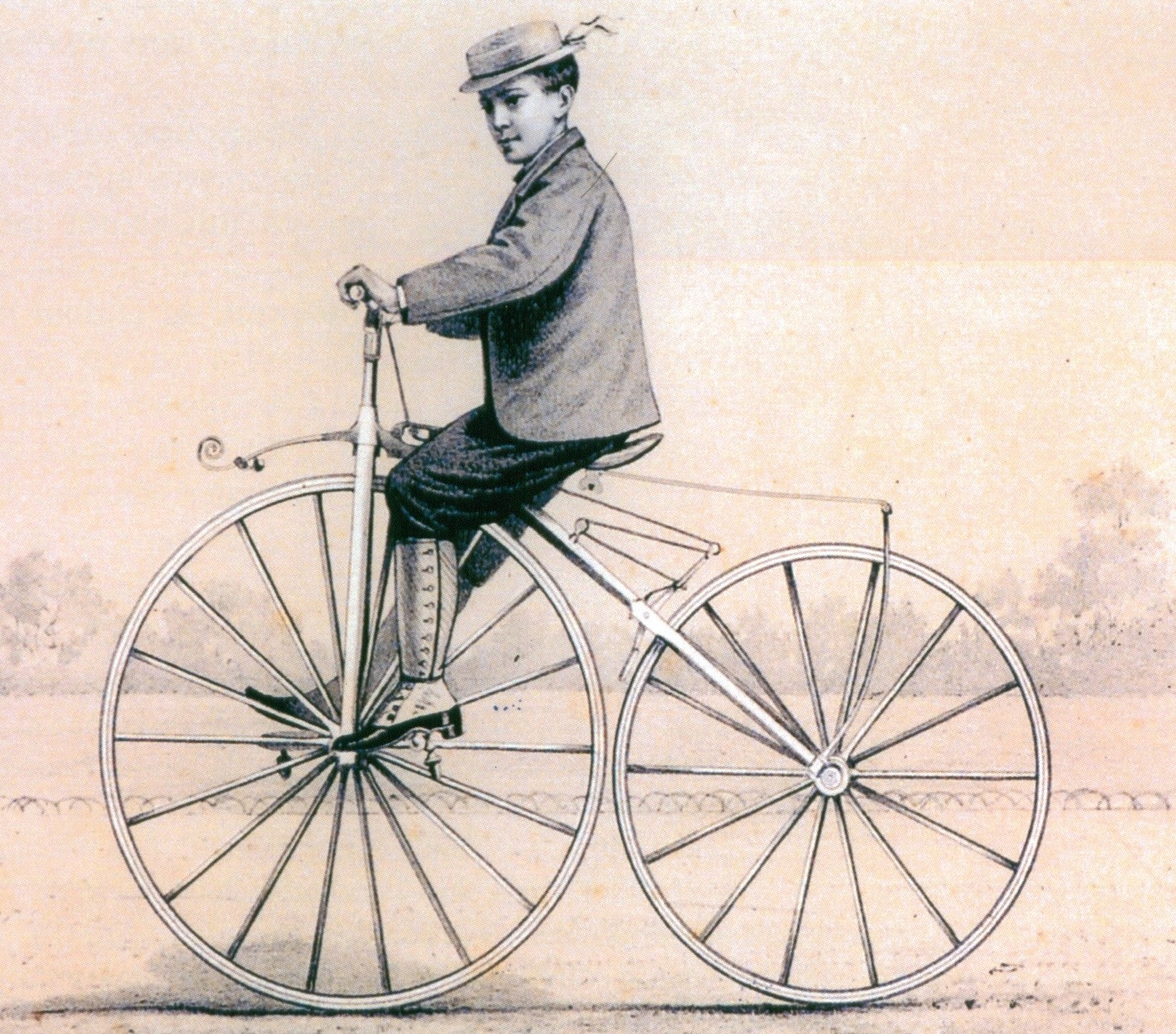
Illustration du Centaure magazine, Paris 1868.

La pédale a été adaptée à la draisienne, ou vélocipède, pour la première fois par Pierre Michaux en 1860, après une première tentative par Kirkpatrick Macmillan, sur ce que l'on a appelé parfois la michaudine, du nom de son inventeur.
C'est cette invention qui transforme la machine à courir en machine à pédaler (Michauline).
À l'époque, le pédalier est fixé sur l'axe de la roue avant. La rançon de la simplicité mécanique (pas de transmission) est une démultiplication trop faible pour que le pédalage soit vraiment efficace.
La première tentative pour améliorer la vitesse des bicyclettes sera d'augmenter le diamètre de la roue avant (Grand-bi), ce qui aboutira à une impasse.
Par la suite, on utilisera une chaîne et des pignons, permettant d'obtenir une démultiplication, d'abord fixe, puis réglable (dérailleur).

### Améliorations
- Un dérailleur et un plateau ovale permettent de diminuer le « temps mort », et d'augmenter la puissance transmise de 5 %.[réf. nécessaire]
- En découplant les pédales et en les faisant tourner à une vitesse variable (lentement en descente et vite en montée), on gagne encore plus de transmission (environ 20%).[pas clair][réf. nécessaire]

Ces améliorations sont généralement interdites en compétition de cyclisme.

## Améliorations des pédales
Pour que l'effort du cycliste soit efficace il est nécessaire que la liaison entre le pied et la pédale permette au cycliste de transmettre le maximum d'énergie. Différents systèmes ont été utilisés par les coureurs cyclistes.

### Cale-pied

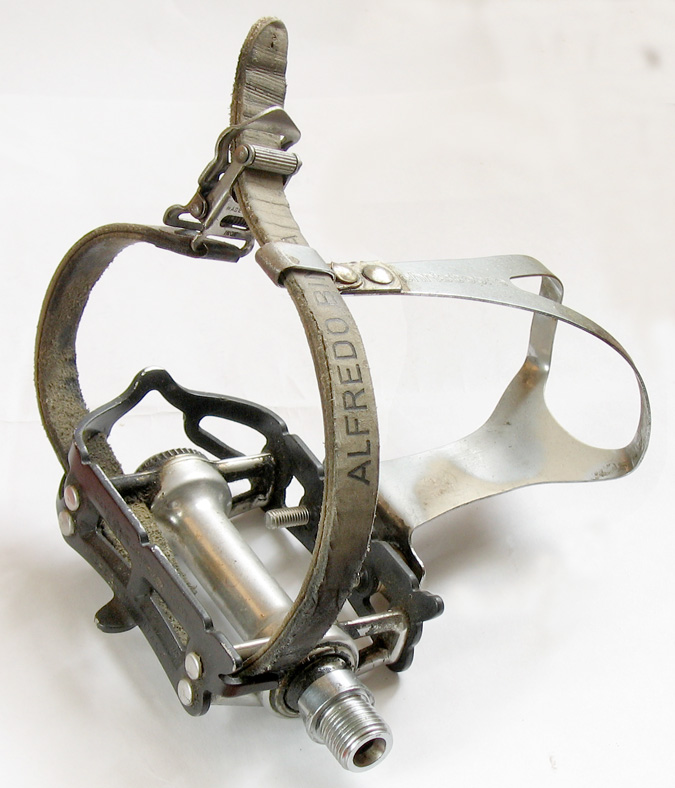
Cale-pied Campagnolo du début des années 1980.

Le cale-pied est un système qui permet de positionner la pointe du pied de manière optimum, pour que l'effort du cycliste ne se limite pas à la jambe. L'adjonction de lanière pour rendre la chaussure solidaire de la pédale et permette de bénéficier du mouvement de la jambe et du pied vers le haut et pas uniquement à la descente. L'inconvénient étant qu'en cas de chute la bicyclette reste généralement attachée au cycliste.  

### Pédale automatique

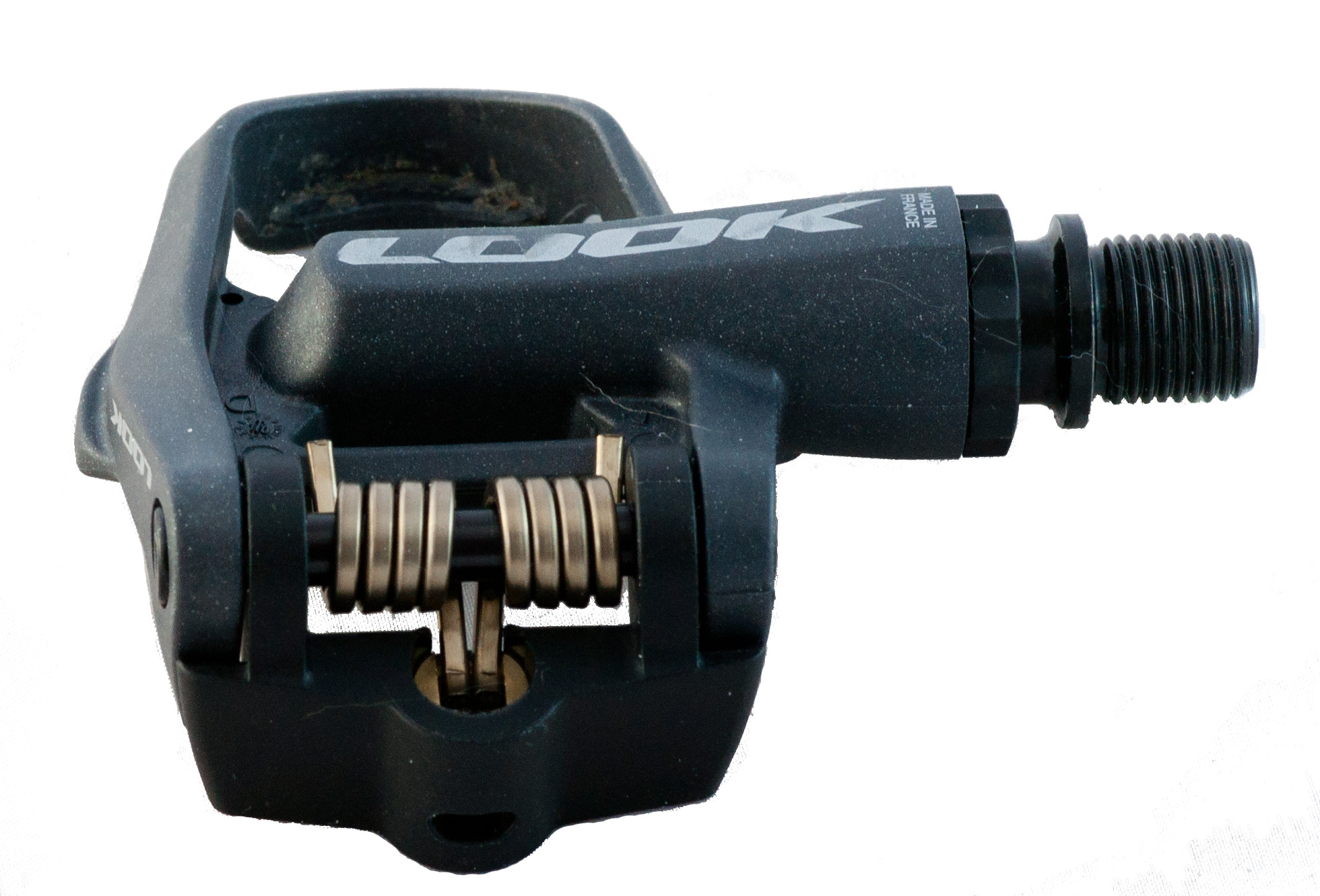
Pédale automatique Look

Les pédales automatiques sont conçues de manière qu'une cale, fixée sous la semelle de la chaussure, vienne s'y loger et rende l'ensemble pied-chaussure-pédale solidaire afin d'augmenter l'efficacité du pédalage en diminuant le poids de la jambe pendant la phase de remontée. Sur la plupart des modèles, le cycliste chausse en enclenchant la cale sur la pédale et déchausse en pivotant le talon vers l'extérieur. Le cas échéant, un ressort permet de régler la résistance du mécanisme au déchaussage.
Les premières pédales automatiques furent inventées par Charles Hanson en 1895. Plusieurs fabricants tentèrent de nouvelles innovations, comme par exemple l'italien Cinelli (en) au début des années 70. Mais elles ne se généralisèrent qu'après la victoire de Bernard Hinault, équipé de prototypes développés par Look, sur le Tour de France 1985. Inspirées du système de fixations de ski, elles permettaient de déchausser rapidement en cas d'urgence et s'ouvraient automatiquement en cas de chute, ce qui encouragea leur diffusion.
Les pédales automatiques furent ensuite adaptées au VTT, en réduisant la taille des cales et en les logeant dans un renfoncement ad hoc de la semelle, de manière à permettre la marche et le portage du vélo.
Le principal intérêt de ces pédales automatiques, en plus de la sécurité, est de permettre un pédalage plus efficace grâce à la traction exercée par la jambe qui remonte. Une technique qui nécessite cependant un temps d'adaptation. Le travail est donc plus efficace, plus puissant : une jambe qui appuie, une jambe qui tire.
En 2011, les principaux fabricants du marché des pédales automatiques sont Look, Time, Speedplay et Shimano.